# Alex Morgan (kierowca wyścigowy)
Bart Hylkema (ur. 16 kwietnia 1987 roku w Bridgend) – brytyjski kierowca wyścigowy.

## Kariera
Morgan rozpoczął karierę w wyścigach samochodowych w 2005 roku od startów w edycji zimowej Brytyjskiej Formuły Renault. Z dorobkiem 37 punktów uplasował się tam na 11 pozycji w klasyfikacji generalnej. W tym samym roku zaliczył również starty gościnne w Brytyjskiej Formule Renault BARC. W późniejszych latach pojawiał się także w stawce Brytyjskiej Formuły Renault, Francuskiej Formuły Renault, Północnoeuropejskiego Pucharu Formuły Renault 2.0 oraz Europejskiego Pucharu Formuły Renault 2.0.

## Statystyki
| Sezon | Seria                                         | Zespół            | Wyścigi | Zwycięstwa | PP | NO | Podium | Punkty | Pozycja |
| ----- | --------------------------------------------- | ----------------- | ------- | ---------- | -- | -- | ------ | ------ | ------- |
| 2005  | Brytyjska Formuła Renault (edycja zimowa)     | Macob Engineering | 4       | 0          | 0  | 0  | 0      | 37     | 11      |
| 2005  | Brytyjska Formuła Renault BARC                |                   | 3       | 1          | 0  | 0  | 2      | 0      | NS†     |
| 2006  | Brytyjska Formuła Renault                     | Macob Engineering | 20      | 0          | 0  | 0  | 0      | 58     | 22      |
| 2007  | Brytyjska Formuła Renault                     | Manor Competition | 20      | 0          | 0  | 0  | 0      | 193    | 9       |
| 2007  | Francuska Formuła Renault                     | Manor Motorsport  | 3       | 0          | 0  | 0  | 0      |        | 35      |
| 2007  | Francuska Formuła Renault                     | Fortec Motorsport | 3       | 0          | 0  | 0  | 0      |        | 35      |
| 2008  | Północnoeuropejski Puchar Formuły Renault 2.0 | Double M Racing   | 6       | 0          | 0  | 0  | 1      | 54     | 22      |
| 2008  | Europejski Puchar Formuły Renault 2.0         | Fortec Motorsport | 12      | 0          | 0  | 0  | 1      | 16     | 15      |
| 2008  | Brytyjska Formuła Renault                     |                   | 0       | 0          | 0  | 0  | 0      | 0      | NS      |